# Jan van Oudenburg
Jan van Oudenburg (ca. 1220 - ca. 1296), ook Johannes Aldenburgius was een Zuid-Nederlands theoloog en karmeliet.

## Levensloop
Waarschijnlijk werd hij geboren in Oudenburg. Hij trad in in de orde van de karmelieten en werd docent aan de Universiteit van Parijs.
Hij schreef werken gewijd aan wijsbegeerte, godgeleerdheid en wiskunde.

## Werken
- De svfficentia syllogismorum liber 1.
- De sensu et sensato libri duo.
- De formalitatibus liber 1.